# Universidad Nacional de Teatro, Cine y TV de Kiev
La Universidad Nacional de Teatro, Cine y TV Iván Karpenko-Kary de Kiev (en ucraniano: Київський національний університет театру, кіно і телебачення імені Івана Карпенка-Карого) es un centro educativo nacional que se especializa exclusivamente en las artes escénicas y que está situado en la ciudad de Kiev, la capital del país europeo de Ucrania. Es una institución multidisciplinaria que incluye un departamento de artes teatrales y el Instituto de las Artes Cinematográficas. La universidad cuenta con cuatro campus en la ciudad de Kiev y un dormitorio de estudiantes separado. El rector de la universidad es un nativo de Kiev, Oleksiy Bezghin. La institución fue la primera registrada en el Ministerio del Interior de Rusia el 5 de marzo de 1899 como una escuela de música y teatro, pero solo abrió sus puertas en septiembre de 1904. Lleva el nombre de Iván Karpenko-Kary.